# Poldi Harlanns
Poldi Harlanns, bürgerlich Leopold Harzbecker-Harlanns († 2. Februar 1963), war ein deutscher Sänger, Schauspieler und Spielleiter.

## Leben und Wirken
Harlanns gehörte spätestens seit 1928 zum Ensemble des Central-Theaters in Dresden. Hier trat er u. a. in der von Max Reinhardt neugestalteten Operette Die Fledermaus 1931 als Prinz Orlofsky auf. Im gleichen Jahr übernahm er bei der Erstaufführung von Karussell der Liebe eine der männlichen Hauptrollen. 1932 trat er in der Singspieloperette Liebling adieu! in der männlichen Hauptrolle auf.
Während des Nationalsozialismus wurde Harlanns auch in der Außenstelle Dresden des Sicherheitsdienstes des Reichsführers SS aktiv und dort Teilsachbearbeiter „Künste, Musik, Theater und bildende Kunst“. Seine Begeisterung für nationalsozialistische Ideen zeigte er auch im Rahmen des Treffens der „300 dienstältesten politischen Leiter der NSDAP“ und der Reichs- und Gauleiter im Oktober 1934 in Dresden. Unter seiner Leitung trat vor der versammelten Politprominenz im Kurhaus von Bad Schandau das neugegründete politische Kabarett Die Schwärmer der Landesstelle Sachsen des Reichsministeriums für Volksaufklärung und Propaganda mit einem Programm voller antisemitischer und agitierender Inhalte auf.
Nach dem „Anschluss Österreichs“ ging er nach Innsbruck in Tirol, um dort als Spiel- und nachheriger Oberspielleiter zu wirken. Hier war er als Spielleiter u. a. 1942 an der Premiere der Operette Die Dubarry von Hans Martin Cremer mit Musik nach Carl Millöcker beteiligt.
Nach Ende des Zweiten Weltkrieges ließ er sich als Oberspielleiter in Frankfurt am Main und zuletzt in Würzburg nieder.
Einer seiner letzten öffentlichen Auftritte war 1960 der als österreichischer Gesandter in der Verfilmung Madame Pompadour von Wilm ten Haaf.
Er starb im Alter von 62 Jahren, nachdem er sich zuletzt aus gesundheitlichen Gründen von der Bühne zurückgezogen hatte. Im Nachruf wurde auch seine erfolgreiche künstlerische Tätigkeit in Berlin und Leipzig gewürdigt. Seine Zeit in Innsbruck und Frankfurt am Main blieb unerwähnt.